# Kevin Hart
Kevin Darnell Hart (Philadelphia, Pennsylvania, 1979. július 6. –) amerikai humorista, színész.
Miután Hart több stand-up comedy versenyt is megnyert, az első áttörést az hozta meg számára, hogy Judd Apatow egy visszatérő szerepet adott neki az Undeclared (2001) című tévésorozatban. Azóta több filmben kapott kisebb-nagyobb szerepet; a Sodródás (2002), a Horrorra akadva 3. (2003), a Flúgos járat (2004), a Dj testőrbőrben (2005), az Utódomra ütök (2010), a Gondolkozz pasiaggyal! (2012), A kiütés (2013), a Pofázunk és végünk (2014) a Mi történt az éjjel? (2014), a Keményítőkúra (2015), a Központi hírszerzés (2016), A kis kedvencek titkos élete (2016), a Pofázunk és végünk Miamiban (2016), Alsógatyás kapitány: Az első nagyon nagy film (2017), a Jumanji – Vár a dzsungel (2017), az Esti iskola (2018), a Jumanji – A következő szint (2019) és A torontói ember (2022) című filmekben. A Real Husbands of Hollywood (2013-2016) című sorozatban saját maga kitalált alakját alakította.
Hart humorista hírneve tovább erősödött, amikor megjelent első stand-up albuma, az I'm a Grown Little Man (2009). Azóta még négy albumot adott ki: Seriously Funny (2010), Laugh at My Pain (2011), Let Me Explain (2013) és What Now? (2016). 2015-ben a Time magazin felvette a világ 100 legbefolyásosabb emberének éves listájára. 2017-ben a Lionsgate-tel együttműködve elindította a Laugh Out Loud Network nevű előfizetéses videó streaming szolgáltatást.

## Élete és pályafutása
1979 júliusában született Philadelphiában Nancy Hart és Henry Witherspoon második gyermekeként. Édesapja drogfüggő volt és sokat volt börtönben is, így Kevin-t és bátyját, Robertet édesanyuk nevelte fel.  Miután leérettségizett, New Yorkba költözött, hogy főiskolán tanulhasson tovább. Mielőtt a komikusi karrierje beindult volna, cipőeladó volt.
Karrierje, mint stand-up komikus nehezen indult, voltak esetek, amikor nézői lehurrogták a színpadról, egyszer valaki megdobta egy csirkeszárnnyal. A veterán komikus, Keith Robinson lett a mentora, ő tanította meg neki, hogy a színpadon magát adja, és ne másokat próbáljon leutánozni. Karrierje akkor indult be, amikor New England-i amatőr stand-up versenyeket kezdett megnyerni. Pályafutása kezdetén még a "Lil' Kev" és a "Lil' Kev the Bastard" beceneveket használta. Első tévés szerepét Judd Apatow "Declared" című TV–sorozatában kapta, amiben három epizódban kapott szerepet.
Első szerepét nagyjátékfilmben a Sodródás (Paper Soldiers) című műben kapta. 2020-ban jelent meg a Netflixen a "Le se sz*rom" (Zero F**ks Given) című stand‑upja.
Munkásságára George Carlin, Dave Chappelle, Bill Cosby, Eddie Murphy, Patrice O'Neal, Richard Pryor, Keith Robinson, Chris Rock és Jerry Seinfeld volt a legnagyobb hatással.

## Jogi problémák
2013. április 14-én Hart ellen Ittas gépjárművezetés gyanújával vádat emeltek, miután egy dél-kaliforniai autópályán fekete Mercedesével majdnem összeütközött egy tartálykocsival. Nem ment át a helyszíni alkoholszondás teszten, és ittas vezetés vétségéért vonták felelősségre. Augusztus 5-én három év feltételes szabadságvesztésre ítélték, miután nem vitatta, hogy alkoholos befolyásoltság alatt vezetett.
2019. szeptember 1-jén Hart egy 1970-es Plymouth Barracuda utasa volt, amely a kaliforniai Calabasas közelében letért a Mulholland autópályáról és lehajtott egy padkáról. Ő és a sofőr állítólag „súlyos hátsérüléseket” szenvedtek, és külön kórházakba szállították őket. Hartot tíz nappal később engedték ki a kórházból, és egy rehabilitációs intézetben folytatódott a felépülése.

## Magánélete
Hart 2003-ban vette feleségül Torrei-t. 2010-ben kibékíthetetlen ellentétekre hivatkozva beadták a válópert. Hart két gyermekük, a 2005. március 22-én született Heaven Leigh nevű  kislányuk és a 2007. október 8-án született Hendrix nevű kisfiuk közös szülői felügyeletét kérelmezte. A válást 2011 novemberében véglegesítették.
2014. augusztus 18-án jegyezte el Eniko Parrish-t. A kaliforniai Santa Barbara közelében házasodtak össze 2016. augusztus 13-án. A fiuk 2017. november 21-én született. Egy hónappal később Hart nyilvánosan bevallotta, hogy megcsalta feleségét, miközben a fiukkal volt várandós. Végül kibékültek, és 2020. szeptember 29-én megszületett második közös gyermekük, egy kislány.
Hart gyakorlott keresztény. 2010 óta elkötelezett pókerjátékos, és olyan nagy versenyeken vett részt, mint a WSOP, ahol 2014-ben 4 783 dollárt nyert. Készpénzes játékokat is játszik, például a PokerStars szervezésében, amelynek 2017-ben márkanagykövete is lett. Ennek köszönhetően a PokerStars reklámkampányaiban és promóciós tartalmaiban is szerepelt, Usain Bolt mellett. 2020 szeptemberéig 47 828 dollárt szerzett élő versenyeken.

## Filmográfia

### Film
| Év   | Magyar cím                                    | Eredeti cím                              | Szerep                    | Magyar hang          | Rendező                 |
| ---- | --------------------------------------------- | ---------------------------------------- | ------------------------- | -------------------- | ----------------------- |
| 2002 | Sodródás                                      | Paper Soldiers                           | Shawn                     | Kálloy Molnár Péter  | Damon Dash              |
| 2003 | Horrorra akadva 3.                            | Scary Movie 3                            | CJ                        | Crespo Rodrigo       | David Zucker (1.)       |
| 2003 |                                               | Death of a Dynasty                       | több szerep               |                      | Damon Dash              |
| 2004 | Derült égből Polly                            | Along Came Polly                         | Vic                       | Kossuth Gábor        | John Hamburg (1.)       |
| 2004 | Flúgos járat                                  | Soul Plane                               | Nashawn Wade              | Csík Csaba Krisztián | Jessy Terrero           |
| 2005 | 40 éves szűz                                  | The 40-Year-Old Virgin                   | Smart Tech vásárló        |                      | Judd Apatow             |
| 2005 | Dj testőrbőrben                               | In the Mix                               | Busta                     |                      | Ron Underwood           |
| 2006 | Horrorra akadva 4.                            | Scary Movie 4                            | CJ                        | Hamvas Dániel        | David Zucker (2.)       |
| 2007 | Bazi nagy film                                | Epic Movie                               | Silas                     | eredeti nyelven      | Jason Friedberg         |
| 2008 | Superhero Movie                               | Superhero Movie                          | Trey                      | Kisfalusi Lehel      | Craig Mazin             |
| 2008 | Amit máris tudni akarsz a szexről             | Extreme Movie                            | Barry                     | Kovács Lehel         | Adam J. Epstein         |
| 2008 | Az üresfejű                                   | Meet Dave                                | 17-es számú               | Kossuth Gábor        | Brian Robbins           |
| 2008 | Fúrófej Taylor                                | Drillbit Taylor                          | Zálogos                   | Szatmári Attila      | Steven Brill            |
| 2008 | Bolondok aranya                               | Fool's Gold                              | Tapsi Tata                | Kálloy Molnár Péter  | Andy Tennant            |
| 2009 | Meddig köt az eskü?                           | Not Easily Broken                        | Tree                      |                      | Bill Duke               |
| 2010 | Utódomra ütök                                 | Little Fockers                           | Louis nővér               | Magyar Bálint        | Paul Weitz (1.)         |
| 2010 | Haláli temetés                                | Death at a Funeral                       | Brian                     | Takátsy Péter        | Neil LaBute             |
| 2011 |                                               | 35 and Ticking                           | Cleavon                   |                      | Russ Parr               |
| 2011 |                                               | Let Go                                   | Kris Styles               |                      | Brian Jett              |
| 2012 |                                               | Exit Strategy                            | Manöken fejű férfi        |                      | Michael Whitton         |
| 2012 | Ötéves jegyesség                              | The Five-Year Engagement                 | Doug                      | Orosz Ákos           | Nicholas Stoller        |
| 2012 | Gondolkozz pasiaggyal!                        | Think Like a Man                         | Cedric                    | Kovács Lehel         | Tim Story (1.)          |
| 2012 | Gondolkozz pasiaggyal!                        | Think Like a Man                         | Cedric                    | Varga Gábor          | Tim Story (1.)          |
| 2013 | A kiütés                                      | Grudge Match                             | Dante Slate, Jr.          | Simonyi Balázs       | Peter Segal             |
| 2013 | Itt a vége                                    | This Is the End                          | önmaga                    | Karácsonyi Zoltán    | Evan Goldberg           |
| 2013 | Itt a vége                                    | This Is the End                          | önmaga                    | Karácsonyi Zoltán    | Seth Rogen              |
| 2014 | Pofázunk és végünk                            | Ride Along                               | Ben Barber                | Hamvas Dániel        | Tim Story (2.)          |
| 2014 | Gondolkozz pasiaggyal! 2.                     | Think Like a Man Too                     | Cedric                    | Kovács Lehel         | Tim Story (3.)          |
| 2014 | Mi történt az éjjel?                          | About Last Night                         | Bernie                    | Horváth Illés        | Steve Pink              |
| 2014 | Az öt kedvenc                                 | Top Five                                 | Charles                   | Varga Rókus          | Chris Rock              |
| 2015 | Keményítőkúra                                 | Get Hard                                 | Darnell Lewis             | Csőre Gábor          | Etan Cohen              |
| 2015 | Bérhaverok                                    | The Wedding Ringer                       | Jimmy                     | Makranczi Zalán      | Jeremy Garelick         |
| 2016 | Pofázunk és végünk Miamiban                   | Ride Along 2                             | Ben Barber                | Hamvas Dániel        | Tim Story (4.)          |
| 2016 | Központi hírszerzés                           | Central Intelligence                     | Calvin Joyner / Arany Jet | Hamvas Dániel        | Rawson Marshall Thurber |
| 2016 | A kis kedvencek titkos élete                  | The Secret Life of Pets                  | Hógolyó (hangja)          | Csőre Gábor          | Chris Renaud (1.)       |
| 2017 | Alsógatyás kapitány: Az első nagyon nagy film | Captain Underpants: The First Epic Movie | George Beard (hangja)     | Hamvas Dániel        | David Soren             |
| 2017 | Életrevalók                                   | The Upside                               | Dell Scott                | Hamvas Dániel        | Neil Burger             |
| 2017 | Jumanji – Vár a dzsungel                      | Jumanji: Welcome to the Jungle           | Franklin „Veréb” Finbar   | Csőre Gábor          | Jake Kasdan (1.)        |
| 2018 | Esti iskola                                   | Night School                             | Teddy Walker              | Csőre Gábor          | Malcolm D. Lee          |
| 2019 | A kis kedvencek titkos élete 2.               | The Secret Life of Pets 2                | Hógolyó (hangja)          | Csőre Gábor          | Chris Renaud (2.)       |
| 2019 | Halálos iramban: Hobbs & Shaw                 | Fast & Furious Presents: Hobbs & Shaw    | Dinkley légimarsall       | Hamvas Dániel        | David Leitch            |
| 2019 | Jumanji – A következő szint                   | Jumanji: The Next Level                  | Franklin „Veréb” Finbar   | Csőre Gábor          | Jake Kasdan (2.)        |
| 2021 | Apaság                                        | Fatherhood                               | Matt Logelin              | Csőre Gábor          | Paul Weitz (2.)         |
| 2022 | A torontói ember                              | The Man from Toronto                     | Teddy                     | Csőre Gábor          | Patrick Hughes          |
| 2022 | DC Szuperállatok Ligája                       | DC League of Super-Pets                  | Ace, a denevéreb (hangja) | Csőre Gábor          | Jared Stern             |
| 2022 | Énidő                                         | Me Time                                  | Sonny Fisher              | Seszták Szabolcs     | John Hamburg (2.)       |
| 2023 |                                               | Back on the Strip                        | feszült apa               |                      | Chris Spencer           |
| 2024 | Légi csibészek                                | Lift                                     | Cyrus Whitaker            | Csőre Gábor          | F. Gary Gray            |
| 2024 | Borderlands                                   | Borderlands                              | Roland                    | Csőre Gábor          | Eli Roth                |

### Televízió
| Év    | Magyar cím     | Eredeti cím                        | Szerep                | Megjegyzések                |
| ----- | -------------- | ---------------------------------- | --------------------- | --------------------------- |
| 2020– | Die Hart       | Die Hart                           | önmaga / Doug Eubanks | 18 epizód (vezető producer) |
| 2021  | Dave           | Dave                               | önmaga                | 1 epizód (vezető producer)  |
| 2021  | Valós történet | True Story                         | Kölyök                | 7 epizód (vezető producer)  |
| 2021  |                | Live in Front of a Studio Audience | Arnold Drummond       | 1 epizód                    |